# Monaster Ikony Matki Bożej „Znak” w Barnaule
Monaster Ikony Matki Bożej „Znak” – prawosławny żeński klasztor w Barnaule, w jurysdykcji eparchii barnaułskiej Rosyjskiego Kościoła Prawosławnego.
Monaster został założony w 1994 przy cerkwi Ikony Matki Bożej „Znak” w Barnaule, wzniesionej w 1858, zaś w 1992 odzyskanej przez Rosyjski Kościół Prawosławny (w okresie radzieckim cerkiew pełniła funkcje archiwum).
Pierwszą przełożoną klasztoru została mniszka Głafira (Lubicka), która pełniła swoje zadania do 1996. W wymienionym roku złożyła śluby wielkiej schimy z imieniem Eulogia, po czym zmarła. Od 1998 przełożoną monasteru była mniszka Nadzieja (Panowa). Obecnie (2010) obowiązki przełożonej tymczasowo pełni mniszka Hilaria (Michajłowa). W klasztorze przebywa 20 mniszek i posłusznic. Zakonnice opiekują się źródłem św. Mikołaja, uważanym za cudowne.
Monaster posiada filialny skit Kazańskiej Ikony Matki Bożej i św. Jana Chrziciela, urządzony we wsi Soroczij Ług.